# Charles Mitchill Bogert
Charles Mitchill Bogert (Mesa County, 4 juni 1908 – Santa Fe, 10 april 1992) was een Amerikaans herpetoloog. Hij was tevens als conservator op het gebied van herpetologie en als onderzoeker verbonden aan het American Museum of Natural History. Bogert onderzocht onder andere de thermoregulatie bij de reptielen en onderzocht de geluiden van kikkers. Bogerts naam duikt als blijk van waardering op in verschillende wetenschappelijke namen van reptielen, zoals de ondersoort van de gebandeerde gekko (Coleonyx variegatus bogerti) en ook een geslacht van slangen (Bogertophis) is naar hem vernoemd. 
- Bibliothèque nationale de France: cb17012797z (data)
- Gemeinsame Normdatei: 14308223X
- International Standard Name Identifier: 0000 0001 0783 9595
- Library of Congress Control Number: nr91018516
- MusicBrainz: 11b80336-72fd-4748-b657-43bc3c139e01
- Nationale Bibliotheek van Israël: 987007369635805171
- SNAC: w6rg07c9
- Système universitaire de documentation: 084135557
- Trove: 794170
- Virtual International Authority File: 76170586
- WorldCat: E39PBJrCdfgYFpXyPPFpqVdG73